# اوتمار هیتسفلد
اوتمار هیتسفلد  (به آلمانی: Ottmar Hitzfeld) (زادهٔ ۱۲ ژانویه ۱۹۴۹ در لوراخ، بادن-وورتمبرگ) بازیکن پیشین و مربی بازنشستهٔ فوتبال اهل آلمان است.
وی به عنوان یکی از بزرگترین و پرافتخارترین مربیان تاریخ جهان و آلمان شناخته می‌شود. دوران  اوج وی در باشگاه فوتبال بایرن مونیخ همراه می‌شود که توانست این تیم را برای سالهای متمادی به قدرت بزرگ اروپا تبدیل کند.

## زندگی ورزشی

### دوران باشگاهی
وی در دهه ۶۰ میلادی برای تیمهای لوراخ و اشتیتن که هر دو در لیگ دسته دو آلمان بودند، بازی می‌کرد. وی در سال ۱۹۷۱ راهی بازل سوئیس شد تا برای آن تیم بازی کند و در سالهای ۱۹۷۲ و ۱۹۷۳ توانسته فاتح لیگ سوئیس شود و با ۱۸ گل زده در سال ۱۹۷۳ آقای گل لیگ سوئیس شد. البته در سال ۱۹۷۵ جام حذفی آن کشور را هم به دست آورد. در سال ۱۹۷۵ هیتزفیلد از بازل جدا شد و به تیم اشتوتگارت در اوبرلیگا آلمان پیوست. او در ۵۵ مسابقه توانست ۳۳ گل برای اشتوتگارت به ثمر برساند و جالب توجه این که تنها در یک مسابقه ۶ گل زد که در آلمان یک رکورد محسوب می‌شود و تاکنون دست نخورده باقی‌مانده‌است و بدین شکل اشتوتگارت راهی بوندسلیگا شد. وی پس از سه سال حضور در اشتوتگارت، دوباره راهی سوئیس شد تا برای تیمهای لوگانو و لوزن سوئیس بازی کند و سرانجام در سال ۱۹۸۳ در ۳۴ سالگی از دنیای فوتبال در نقش بازیکن خداحافظی کرد.

### دوران ملی
نقطه روشن در دوران بازیگری هیتزفیلد در رده ملی، بازی در بازی‌های المپیک تابستانی ۱۹۷۲ برای تیم ملی فوتبال آلمان غربی بود که اتفاقاً اولی هوینس مدیر اجرایی فعلی تیم فوتبال بایرن مونیخ در آن زمان هم بازی او بود. وی در بازی نیمه نهایی آن رقابتها که بین آلمان شرقی و آلمان غربی برگزار می‌شد و با برتری شرقیها (۳ بر ۲) به پایان رسید، یکی از دو گل تیمش را به ثمر رساند.

## سال‌های مربیگری
درست یک سال پس از بازنشستگی از فوتبال، او اولین تجربه مربیگری اش را با هدایت تیم اف. ث زاگ سوئیس کسب کرد و پس از آن هدایت تیم آرارو را بر عهده گرفت. در سال ۱۹۸۸ با فتح جام حذفی سوئیس به همراه آرارو، اولین عنوان مربیگری اش را به دست آورد و بلافاصله راهی تیم سرشناس سوئیس یعنی گراس هاپرز شد و از آن جا به بعد بود که هیتزفیلد به یک چهره سرشناس در دنیای مربیگری مبدل شد. او در چهار فصل چهار عنوان قهرمانی لیگ سوئیس را به دست آورد و از سال ۱۹۹۱دوباره به بوندس لیگا آمد و سرمربی تیم دورتموند شد. اوج درخشش او در فاصله سالهای ۱۹۹۵تا ۲۰۰۱ به شمار می‌آید که طی آن ۲ عنوان اولی بوندسلیگا با بورسیا دورتموند و قهرمانی در لیگ قهرمانان اروپا که با غلبه بر یوونتوس حاصل شد، از سال ۱۹۹۸ سرمربی بایرن مونیخ شد و موفق به کسب قهرمانی لیگ قهرمانان ۲۰۰۱ و جام بین قاره ای و نایب قهرمانی ۱۹۹۹ اروپا و نیز چند قهرمانی در بوندسلیگا و جام حذفی آلمان شد. اواخر سال ۲۰۰۶ به بایرن مونیخ بازگشت و موفق شد در فصل ۲۰۰۸–۲۰۰۷ بایرن را برای بیست و یکمین بار قهرمان بوندس لیگا و جام حذفی این کشور نماید. او پس از ارنست هاپل اتریشی بعنوان دومین فردی بود که توانست با دو تیم مختلف (بورسیا دورتموند و بایرن مونیخ)، فاتح لیگ قهرمانان اروپا گردد؛ در سالهای بعد، ژوزه مورینیو (با دو تیم پورتو و اینترمیلان)، کارلو آنچلوتی (با دو تیم آث میلان و رئال مادرید) ، یوپ هاینکس (با دو تیم رئال مادرید و بایرن مونیخ)و پپ گواردیولا ( با دو تیم بارسلونا و منچسترسیتی ) نیز توانستند چنین موفقیتی را تکرار نمایند.

## افتخارات

### بازیکن
بازل سوئیس
- سوپر لیگ سوئیس: ۷۲–۱۹۷۱، ۷۳–۱۹۷۲
- جام حذفی سوئیس: ۱۹۷۵

### مربی
آرائو سوئیس
- جام حذفی سوئیس: ۱۹۸۵

گراس هاپر سوئیس
- سوپر لیگ سوئیس: ۹۰–۱۹۸۹، ۹۱–۱۹۹۰
- جام حذفی سوئیس: ۱۹۸۹، ۱۹۹۰
- سوپر جام سوئیس: ۱۹۸۹

بروسیا دورتموند
- بوندس‌لیگا : ۹۵–۱۹۹۴، ۹۶–۱۹۹۵
- سوپر جام آلمان: ۱۹۹۵، ۱۹۹۶
- لیگ قهرمانان اروپا: ۹۷–۱۹۹۶

بایرن مونیخ
- بوندس‌لیگا (۵): ۹۹–۱۹۹۸، ۰۰–۱۹۹۹، ۰۱–۲۰۰۰، ۰۳–۲۰۰۲، ۰۸–۲۰۰۷
- جام حذفی آلمان (۳): ۰۰–۱۹۹۹، ۰۳–۲۰۰۲، ۰۸–۲۰۰۷
- لیگا پوکال (۴): ۱۹۹۸، ۱۹۹۹، ۲۰۰۰، ۲۰۰۷
- لیگ قهرمانان اروپا: ۰۱–۲۰۰۰
- جام بین قاره‌ای: ۲۰۰۱